# Аналітичний облік
Аналітичний облік (грец. analitykos — відповідний) — система бухгалтерських записів, що дає детальні відомості про рух господарських засобів; призначається для оперативного керівництва господарством і складання звітності; будується по кожному синтетичному рахунку окремо. Найбільш укрупнені і загальні для всіх підприємств галузі позиції аналітичного обліку передбачаються в плані рахунків і називаються субрахунками. У відмінність від синтетичного обліку, аналітичний облік ведеться не лише у вартісних, а й у натуральних показниках, а також містить довідкові дані. По синтетичних рахунках з найбільш розчленованою системою записів для аналітичного обліку застосовують окремі облікові регістри (картотеки, відомості і ін.) — для пооб'єктного обліку основних засобів по видах і місцях знаходження, складського кількісно-сортового обліку матеріалів і готової продукції, для особових рахунків розрахунків з робітниками і службовцями по заробітній платі, для обліку витрат в розрізі аналітичних позицій калькуляційних рахунків виробництва — по видах продукції, стадіях обробки, статтям калькуляції т.п. Записи аналітичного обліку по таких рахунках звіряють із записами синтетичного обліку за допомогою сальдових або оборотних відомостей, підсумки яких мають бути тотожні підсумкам записів у відповідному синтетичному рахунку. При менш розгалуженій номенклатурі аналітичних позицій — по збірно-розподільним рахункам, більшості розрахункових рахунків — записи аналітичного обліку поєднують в загальних регістрах із записами синтетичного обліку (накопичувальних відомостях, журналах-ордерах, табуляграмах і ін.). Записи аналітичного обліку у цих регістрах замінюють записи синтетичного обліку або є підставою для них. Достовірність показників аналітичного обліку періодично перевіряють за допомогою інвентаризації.

## Дивись також
Синтетичний облік